# Sir Gawain and the Green Knight

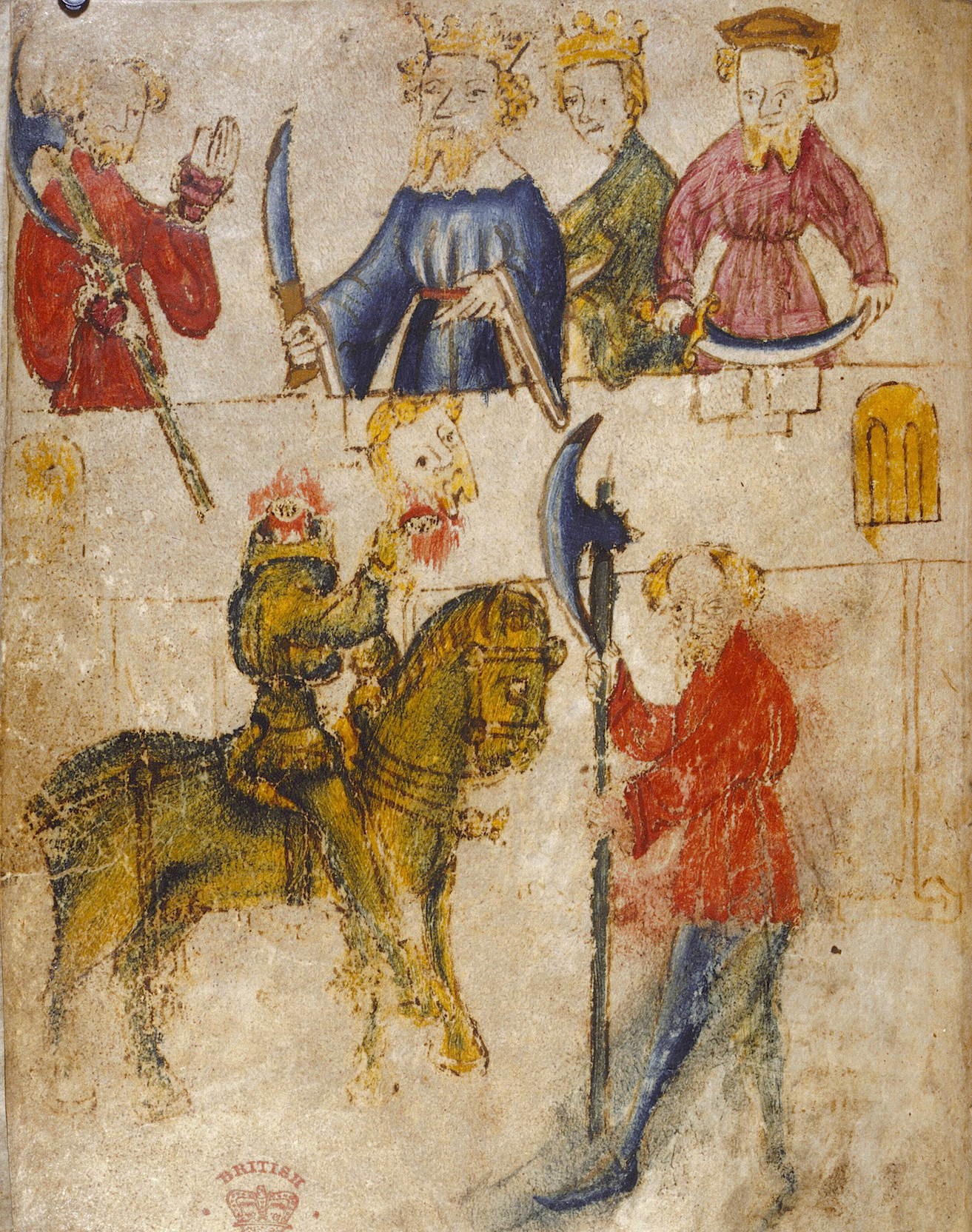
Sir Gawain and the Green Knight

Sir Gawain and the Green Knight (englisch; mittelenglisch Sir Gawayn and þe grene knyʒt; deutsch „Sir Gawain und der grüne Ritter“) ist eine mittelenglische Ritterromanze in der Tradition der Artusepik.

## Überlieferung

### Handschrift

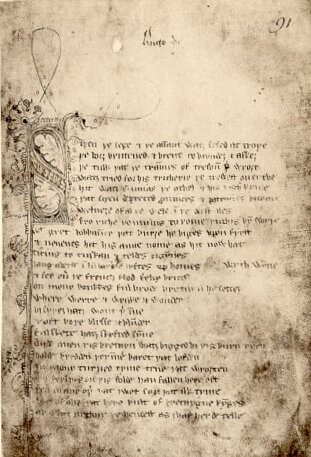
Cotton Nero A.x.

Sir Gawain and the Green Knight (SGGK) ist, zusammen mit drei anderen mittelenglischen Texten, in einer einzigen Handschrift überliefert: Cotton Nero A.x. (Art. 3). Diese wird auf etwa 1400 datiert und gibt sich damit als Abschrift zu erkennen, da die Sprache, in der die Romanze verfasst wurde, älter ist. Seit 1753 befindet sich das Manuskript im British Museum.
Bei den weiteren Texten in der Handschrift handelt es sich um die Gedichte Purity (manchmal auch als Cleanness bezeichnet), Patience und Pearl; alle drei sind – im Gegensatz zum eher weltlichen Artusstoff, auf dem SGGK aufbaut – deutlich religiös basiert. Die Handschrift aller vier Dichtungen lässt einen einzigen Schreiber erkennen. Werktitel werden nicht genannt und die grafische Absetzung der vier Werke durch farbige Initialen (die erste über 14, die anderen über 8 Zeilen) war offenbar so uneindeutig, dass sie zunächst als ein einziges zusammengehöriges Werk unter dem Titel Poesia in lingua Veter Anglikaner katalogisiert wurden. Dazu mag beigetragen haben, dass auch im Text selbst kolorierte, allerdings etwas kleinere Initialen auftreten.
Die Reihenfolge der Gedichte ist: Pearl, Purity, Patience, Sir Gawain and the Green Knight.
Ferner sind auch Illuminationen enthalten, welche – mit Ausnahme dreier in SGGK – dem jeweiligen Gedicht vorangestellt sind. Von den zwölf im gesamten Manuskript enthaltenen Buchmalereien beziehen sich vier auf die Ritterromanze (eine vor Beginn und drei nach Ende des Gedichts). Folgende Szenen sind abgebildet:
- Gawain mit Axt vor Arthur und dem enthaupteten Grünen Ritter zu Pferde, Grüner Ritter trägt seinen Kopf in der Hand (fol. 90b)
- die Schlossherrin betritt das Schlafgemach Gawains (fol. 125a)
- Gawain zu Pferde bei der Grünen Kapelle mit dem Grünen Ritter (fol. 125b)
- Gawain vor Arthur, nach seiner Rückkehr nach Camelot (fol. 126a)

Am Ende des Manuskripts – und damit auch am Ende von SGGK – findet sich von anderer Hand der Eintrag: „Hony soyt qui mal pence“.

### Autor
Siehe hierzu #Autor („Gawain-Poet“)
Der Verfasser von SGGK wird vom Großteil der Forschung auch heute noch als unbekannt angesehen, obwohl es einige Versuche gegeben hat, ihn zu identifizieren – beispielsweise als Mitglied des Hofs Johns of Gaunt (1340–1399) oder Enguerrands de Coucy (1339–1397).
Es lässt sich nicht einmal mit Gewissheit sagen, ob der Autor dem Klerus oder einem weltlichen Stand angehörte. Sicher ist einzig, dass er über Bildung, sowohl im religiösen wie auch im säkularen – vor allem höfischen – Bereich verfügte, und diese mit Stilsicherheit, aber auch Humor in seinem Werk verarbeitete.
Ob der Verfasser von SGGK ebenso der Urheber der drei anderen Gedichte des Manuskripts war, ist nicht völlig geklärt, gilt aber aufgrund sprachlicher und stilistischer Gemeinsamkeiten der vier Werke als sehr wahrscheinlich. Daher wird er in der Forschung auch häufig als „Gawain-Poet“ oder „Pearl-Poet“ bezeichnet.

## Sprache

### Dialekt
Der Text ist im mittelenglischen Dialekt der Nordwest-Midlands geschrieben, möglicherweise im Raum von Lancashire, und wird gewöhnlich auf das letzte Drittel des 14. Jahrhunderts datiert. Zusätzlich enthält er eine Vielzahl von Archaismen sowie Begriffe skandinavischen Ursprungs und setzt damit einen gewissen Bildungshintergrund der Rezipienten voraus.

### Metrik
Siehe #Sprache: 
- Friedrich Knigge: Die Sprache des Dichters von Sir Gawain and the Green Knight, der sogenannten Early English Alliterative Poems und De Erkenwalde. Elwert. Marburg 1985–1986.
- Bruno Kuhnke: Die alliterierende Langzeile in der mittelenglischen Romanze Sir Gawayn and the Green Knight. Felber. Berlin 1900.
- Dorothy Everett: The Alliterative Revival, in Denton Fox (Hrsg.): Twentieth Century Interpretations of Sir Gawain and the Green Knight. A Collection of Critical Essays. Prentice-Hall. Englewood Cliffs 1968, archive.org.

SGGK ist eine Dichtung des „Alliterative Revivals“, des Wiederauflebens der traditionellen germanischen stabreimenden Dichtkunst in England, das sich Mitte des 14. Jahrhunderts vor allem im Nordwesten des Landes vollzog. Das Gedicht bedient sich der alliterativen Langzeile, die durch eine mittige Zäsur in zwei Kurzzeilen mit (gewöhnlich) je zwei Betonungen geteilt wird. Die betonten Silben „staben“ dabei miteinander: sie weisen in ihrem Anlaut entweder denselben Konsonanten oder einen Vokal (jeglicher Art) auf.
In seiner Umsetzung der alliterativen Prinzipien verhält sich SGGK allerdings nicht identisch zur ursprünglichen altenglischen Form. Der Dichter des mittelenglischen Werkes verwendet am Ende der in ihrer Länge variierenden Strophen einen endreimenden Abschluss, welcher als „bob and wheel“ bezeichnet wird. Es handelt sich dabei um insgesamt fünf Zeilen, die erste eine einhebige Kurzzeile („bob“), die folgenden vier dreihebig („wheel“). Das Reimschema dieses Teils ist immer [a:baba]. In diesem Abschluss äußert sich häufig der Erzähler zusammenfassend zum Inhalt einer Strophe.

## Inhalt

### Zusammenfassung
Auf seiner Queste zur Grünen Kapelle, bei der ihm ein Schlagabtausch mit dem Grünen Ritter bevorsteht, den Gawain nicht zu überleben erwartet, kehrt er in Schloss Hautdesert ein.
Sein Aufenthalt dort ist geprägt von den drei Jagden des Schlossherrn, während derer dessen Frau Gawain dreimal zu verführen versucht. Zwar ist sie dabei erfolglos, doch ein kleiner Lapsus des Neffen Arthurs beweist im Duell mit dem Grünen Ritter seine menschliche Unvollkommenheit.
Aus dem Schlagabtausch geht Gawain für ihn überraschend fast völlig unverletzt hervor, macht sich jedoch fortan schwere Vorwürfe, weil er dem ritterlichen Ideal nicht genügt zu haben glaubt. Bei seiner Rückkehr in Camelot muss der Neffe Arthurs feststellen, dass er mit seiner Selbstkritik alleine steht.

### Die einzelnen Episoden

#### Die Herausforderung
Am Silvesterabend kommt ein riesenhafter, wild wirkender Ritter, der ebenso grün ist wie sein Ross, in Arthurs Halle geritten und fordert König und Tafelrunde spöttisch heraus: Wenn sie ihres großen Ruhmes würdig seien, so solle einer von ihnen die gigantische Axt nehmen, die er selbst mitgebracht habe, und einen Schlag gegen ihn führen. Überlebe er, der Grüne Ritter, dies, so würde er den Schlag genau ein Jahr später erwidern.
Arthur fährt erzürnt auf und schickt sich an, die Herausforderung selber anzunehmen. Da bittet Gawain, sein Neffe, darum, dies tun zu dürfen, was ihm gewährt wird. Und so schlägt der Verwandte Arthurs dem Grünen Ritter den Kopf ab. Der Riese jedoch fällt nicht tot zu Boden, sondern hebt nur sein Haupt auf, steigt, Kopf in der Hand, auf sein Pferd, und mahnt Gawain, nicht seinen Schwur zu vergessen, in einem Jahr zur Grünen Kapelle zu kommen, und dann dort den Vergeltungsschlag entgegenzunehmen. Daraufhin reitet er lachend fort.

#### Gawains Reise
Es ist Allerheiligen, als Gawain sich rüstet. Sein Schild trägt außen das Pentagramm, Zeichen der fünf Tugenden und damit höfischer und christlich-ritterlicher Vollkommenheit; innen ist das Bild Marias aufgemalt. So zieht er aus, um die Grüne Kapelle zu finden, und niemand vom Hof Arthurs erwartet, ihn lebend wiederzusehen.
Gawains Weg, auf dem ihm der Winter weit härter zusetzt als die Gefahren durch Wölfe, Drachen und Wilde Männer, führt ihn in die West Midlands. Dort erreicht er am Heiligen Abend Schloss Hautdesert, wo er freundlich und ehrenvoll empfangen wird. Gawain verbringt an diesem Ort die Weihnachtstage, und als der Schlossherr, dem er von seinem Ziel erzählt, ihm erklärt, dass die Grüne Kapelle nur zwei Meilen entfernt vom Schloss liege, willigt er ein, bis zum Tag des Duells auf Hautdesert zu verweilen.

#### Der Handel mit dem Schlossherrn
Der Schlossherr bittet Gawain, sich am folgenden Tag auszuruhen und später mit seiner Frau zusammen zu speisen. Dann schlägt er, dessen Name dem Ritter immer noch unbekannt ist, diesem einen Tauschhandel vor: Was immer er selbst am folgenden Tag erjage, solle Gawain gehören, der dafür geben solle, was ihm in der gleichen Zeit der Zufall beschere. Der Ritter willigt ein.
Am nächsten Morgen, der Schlossherr ist bereits auf der Jagd, betritt dessen Frau Gawains Gemach. Ihn, den für seine Minnedienste bekannten Ritter der Tafelrunde, versucht sie zu verführen, doch Gawain gelingt es, sich dem zu widersetzen, ohne es dabei an höfischer Etikette mangeln zu lassen. So bleibt es bei einem Kuss, welchen er, den Regeln des Tauschgeschäfts treu, am Abend an den Schlossherrn weitergibt – ohne zu sagen, von wem er ihn bekam – und dafür dessen Jagdbeute, eine Hindin, erhält.
Auch der zweite Tag vergeht auf diese Weise: Wieder ein abgewendeter Verführungsversuch, diesmal zwei Küsse, und wieder der Tausch mit dem Schlossherrn gegen dessen Beute, einen Eber.
Am dritten Tag lässt die Dame weiterhin nicht ab und bemüht sich erneut. Gawain gibt ihrem Werben zwar nicht nach, verweigert ihr auch das gewünschte Liebeszeichen und will nicht einmal ihren Gürtel als Geschenk annehmen. Als die Dame dann aber von dessen Fähigkeit erzählt, einen Menschen vor dem Tode zu bewahren, willigt Gawain, im Gedanken an das bevorstehende Treffen mit dem Grünen Ritter, schließlich ein und nimmt an. Sie bittet ihn noch, das Geschenk vor allem vor ihrem Mann zu verbergen, was er ihr auch verspricht.
Danach geht Arthurs Neffe zur Schlosskapelle und lässt sich die Beichte abnehmen, um seiner Sünden ledig am folgenden Tag dem Grünen Ritter gegenübertreten zu können. Der Gürtel kommt dabei nicht zur Sprache.
Dem Schlossherrn gibt Gawain am Abend, in Einlösung des Tauschhandels, für dessen Beute – einen Fuchs – die drei Küsse, die er des Tags erhalten hat. Auch hier erwähnt er den Gürtel nicht.

#### Das Duell mit dem Grünen Ritter
Am nächsten Tag legt der Ritter der Tafelrunde Rüstung und Gürtel an und bricht mit einem Führer zur Kapelle auf. Dieser warnt ihn noch vor dem Grünen Ritter und bittet ihn zu fliehen, doch Gawain lehnt ab und erreicht schließlich die Kapelle, die sich als Erdhöhle oder gar Hügelgrab entpuppt und nichts mit einer christlichen Kapelle gemein hat.
Der Grüne Ritter erscheint bald darauf, und Gawain nimmt seinen Helm ab, um den Axtschlag zu empfangen.
Beim ersten Schlag des Ritters zuckt er in Erwartung zusammen, und der grüne Riese hält inne und schilt ihn ob seiner Ängstlichkeit. Auch den zweiten Schlag führt sein Gegner nicht zu Ende, sondern stellt nur befriedigt fest, dass Gawain diesmal nicht zusammenschreckte. Dieser gerät in Wut und fordert seinen Gegner auf, endlich zuzuschlagen, was dieser dann auch befolgt. Trotz der Kraft des Schlags ritzt die Axtklinge Gawain jedoch nur die Haut. Als dieser nun, da er seine Verpflichtungen erfüllt weiß, zu den Waffen greift, hält der Grüne Ritter ihn auf und erklärt ihm seine Beweggründe:
Der erste und zweite Schlag wurde unterbrochen, da Gawain seinen Tauschvertrag auf dem Schloss am ersten und zweiten Tag ehrlich und treu erfüllt hatte. Nur am dritten Tag tat er dies nicht, und daher wurde der letzte Schlag ausgeführt.
Der Grüne Ritter berichtet ihm, dass er selbst, Bercilak, Herr von Hautdesert, die Verführungsversuche seiner Frau veranlasst habe, um Gawains Tugendhaftigkeit zu prüfen. Selbst dessen Fehlen am dritten Tag sieht er nicht als übermäßig verwerflich an, da Arthurs Neffe den Gürtel nicht aus Habgier oder Liebeswerben annahm, sondern aus dem menschlichsten aller Gründe – weil er sein Leben liebte. Gawain reagiert auf diese Erklärungen mit heftigen Selbstvorwürfen. Er klagt sich der Habsucht und Feigheit an, obwohl Bercilak ihm versichert, er sei nunmehr und durch sein Bekenntnis gereinigt und frei von jeglicher Schuld. Gawain jedoch erklärt, den Gürtel fortan immer zu tragen, als Zeichen seines Fehlens und der Schwäche des Fleisches.
Zuletzt legt Bercilak noch den Urheber seiner Herausforderung an Arthurs Hof offen: Es ist Morgan La Fay, die auf seinem Schloss wohnt und die Täuschung plante, um Königin Guinevere zu erschrecken.

#### Rückkehr an Arthurs Hof
Zurück auf Camelot erzählt Gawain von seinen Erlebnissen sowie seiner Schande – und findet sich unverstanden. Die Ritter lachen über das, was er als Schmach empfindet, und beschließen, sich alle einen grünen Gürtel zu beschaffen und diesen zu tragen – als Ehrenzeichen und zum Ruhme der Tafelrunde.

## Forschung
SGGK ist ein sehr vielschichtiges Werk, das sich in seiner Zielsetzung nicht auf einen Konflikt, ja nicht einmal auf eine bestimmte Moral reduzieren lässt. Dies spiegelt sich auch in der Literatur zum Gedicht wider.

### Interpretation

#### Kontrast: Höfische Welt – Christliche Lehre
Ein Grundkonflikt, der sich vor allem im Versuchungsszenario deutlich abbildet, ist der zwischen christlich-religiöser und höfischer Wertwelt: Der höfische Ritter Gawain, berühmt für seine Minnekunst, würde, gäbe er dem Werben der Schlossherrin nach, sich nicht nur gegen die Tugend der Keuschheit vergehen, sondern sich auch der Illoyalität, des Verrats, gegen den Burgherrn schuldig machen. Hier spielt der Dichter mit dem (nicht immer rühmlichen) Ruf Gawains als großem Liebhaber, den dieser Charakter in anderen Werken der Artusliteratur besitzt.
Eine wichtige Rolle in der Etablierung der Werte des Gedichts spielt auch die Schildbeschreibung. Das Pentagramm, „a syngne þat Salamon“ (Vers 625; ein Zeichen König Salomos), als Symbol der fünf Tugenden Freigiebigkeit, Loyalität, Reinheit, Höfischkeit, und, als höchste Tugend, Mitleid, bildet die ritterlichen Werte ab. Das Bild Marias auf der Innenseite des Schildes (Vers 649: „In þe inore half of his schelde hir ymage depaynted“) stellt einen Bezug zu den fünf Freuden der Himmelskönigin an ihrem Kinde her, aus denen Gawain all seinen Mut schöpft:
Þat alle his forsnes he feng at þe fyue joyez
Þat þe hende heuen-quene had of hir chylde (Vers 646–647).
Dennoch bleibt die Position des Dichters recht unklar. Ist sie wirklich so unbedingt christlich wie etwa Bloomfield meint? Steht der Verfasser eher hinter dem fröhlichen (Aus-)Lachen der Hofgesellschaft angesichts Gawains übertriebener Gewissensbisse – also eher auf der weltlich-höfischen Seite? Ist diese Darstellung des Unverständnisses für das spirituelle Dilemma eines Tiefgläubigen vielleicht eine implizite Kritik des Verfassers an der seiner Meinung nach zu hedonistischen Haltung dieser Zeit? Oder versteht die Hofgesellschaft das Dilemma viel besser, als es auf den ersten Blick scheint, und kritisiert durch ihren Beschluss nicht Gawain, sondern die Unbedingtheit eines für Sterbliche unerreichbaren Ideals?

#### Andere Aspekte

##### Mythologische Ansätze
Weniger Bedeutung haben heutzutage naturmythologische Deutungen, die (wie beispielsweise die John Speirs’) Vegetationsmythos und Wiedergeburt heranziehen, welche sich im Grünen Ritter und dem Schlagabtausch manifestieren sollen. Ähnliches gilt für Moormans Interpretation der Handlung als Passageritus. Dabei ist nicht abzustreiten, dass der Grüne Ritter Charakteristika besitzt, die er mit mythologischen Figuren teilt (durch seine Farbe und die Verbindung zur ungezähmten Natur erinnert er etwa an den keltischen „Grünen Mann“). Sehr fraglich ist jedoch, welchen Einfluss derartige Anklänge auf das Gedicht ausüben.

##### Heldenprüfung
Moralische Fragen besitzen hingegen einen sehr hohen Stellenwert in der Romanze. Dass die Heldenprüfung als Situation ethischer Bewährung ein essentieller Bestandteil des Gedichts ist, wird heute daher auch nicht mehr angezweifelt. Ob sie aber die ausschließliche Zielsetzung des Verfassers darstellt, bleibt weiterhin in der Diskussion – nicht zuletzt scheint das Gedicht selbst die Unbedingtheit ethischer Werturteile mittels der Reaktion von Arthurs Gefolge auf Gawains Selbstbezichtigungen in Frage zu stellen; und auch Bercilak ist in diesem Punkt anderer Meinung als der Romanzenprotagonist.

##### Komik und Ironie
Die diversen humorvollen Elemente, die SGGK aufweist, darunter etwa die vielen Momente des Lachens, haben manche Wissenschaftler dazu geführt, die Ernsthaftigkeit des gesamten Werkes in Frage zu stellen. Anhänger dieser Deutung erkennen im Gedicht daher einen im Ganzen erheblich leichteren, nicht selten sogar ironischen Ton. Auch Bloomfield spricht dem Werk die Fähigkeit zu, Geistreichtum, Ironie und Religiosität zulasten keines der anderen Aspekte zu vereinen. Inwieweit eine vollkommen ironische oder komische Interpretation gerechtfertigt ist, bleibt allerdings fraglich.

##### Jagden und Verführungsszenario
Dass eine enge Verbindung zwischen Jagd- und Versuchungsequenzen besteht, haben viele Forscher angesprochen. Gawains Rolle wird dabei häufig mit der der Jagdbeute verglichen. Wichtig ist hierbei, dass der Ritter erst am dritten Tag dem „Jäger“ zum Opfer fällt, aber auch er – wie der Fuchs – zu einer Zeit, zu der die Gefahr bereits überstanden zu sein scheint.
Mit der Verbindung der Jagd- und Verführungsszenen als Ausdruck sozialer Konsequenzen für moralische Verfehlungen hat sich William Barron beschäftigt und sieht die Jagdszenen als Umschreibungen der Strafe Gawains an, hätte dieser der Verführung nachgegeben – eine Strafe für Hochverrat. Dabei postuliert Barron auch die Nähe der Beschreibungen zu historischen Strafen für dieses Vergehen (wie etwa das Vierteilen).

##### Erzähltechnik
In seiner Erzählung setzt der Dichter dramatische Perspektivenwechsel ein, die Kamerafahrten im Film ähneln. Er beweist zudem in seinen Beschreibungen eine genaue Kenntnis der mittelalterlichen höfischen Lebenswirklichkeit bis ins Detail (etwa beim Aufbrechen des Wildes in den Jagdszenen), des Sprachgebrauchs, der Kleidung und der Architektur, ebenso wie der Geographie seines Landes, was zu dem außerordentlichen Realismus seiner Beschreibungen führt.

### Stellenwert
Trotz seiner so offensichtlichen Andersartigkeit in Sprache, Metrik, Stil und Erzählart wird Sir Gawain and the Green Knight in seinem literarischen Wert heute meist mit den Werken Chaucers verglichen.
In seinem Facettenreichtum, der lebendigen, farbigen und detailreichen Sprache, der Verarbeitung unterschiedlichster literarischer Einflüsse und der abgerundeten, schattierten Charakter-, Landschafts- und Situationszeichnung, brauchen weder der unbekannte Verfasser noch die Romanze den Vergleich zu scheuen.

## Nachwirkung in Literatur und Film
Eduard Stucken verarbeitete SGGK zu dem Drama Gawân: Ein Mysterium, das 1901 im Druck erschien und 1907 in München uraufgeführt wurde.
Im Walt-Disney-Klassiker Die Schöne und das Biest war ursprünglich eine Szene eingeplant, in welcher die Protagonistin Belle die Schlossbibliothek des Biestes erforscht und eine Ausgabe von SGGK entdeckt. Diese Szene wurde jedoch gestrichen, für die Blu-ray-Veröffentlichung in der Diamond Edition aber aus Schwarz-Weiß-Skizzen zusammengeschnitten und nachsynchronisiert.
Die Ich-Erzählerin in Alice Munros Kurzgeschichte Wenlock Edge von 2005 schreibt für ihr Studium eine Hausarbeit zu Sir Gawain – und sie ähnelt Gawain: Sie schätzt die Situation, in der sie sich befindet, falsch ein, macht Kompromisse und ist beschämt, als sie die Wahrheit herausfindet, so Joanna Luft in einer literaturwissenschaftlichen Analyse von 2010. Erzähltechnisch baut Munro ihr Werk in miteinander verschränkten Behältern (emboîtement) auf und arbeitet mit zwei Arten von Emboîtement: mit einem des Raumes und mit einem der Ereignisse. Auch in Munros Wenlock Edge offenbart das emboîtement Verräterisches ebenso wie Komplizenhaftes in dem Beziehungsarrangement, in das sich die Hauptfigur selbst verwickelt hat.
Sowohl in Camelot – Der Fluch des goldenen Schwertes aus dem Jahr 1984 als auch in der modernen Interpretation The Green Knight (2021) wird die Geschichte des Grünen Ritters filmisch festgehalten.

## Editionen
- Sir Gawain and the Green Knight. 2. Auflage. Herausgegeben von J. R. R. Tolkien, E. V. Gordon und Norman Davis. Clarendon. Oxford 1967.
- Sir Gawain and the Green Knight. Sir Gawain und der Grüne Ritter. Übersetzt und herausgegeben von Manfred Markus. Reclam. Stuttgart 1974.
- Sir Gawain and the Green Knight. Pearl. Sir Orfeo. Übersetzt von J. R. R. Tolkien. Herausgegeben von Christopher Tolkien. Allen & Unwin. London 1975.
- Sir Gawain und der Grüne Ritter. Mit einem Essay von J. R. R. Tolkien. Übersetzt von Hans J. Schütz. Klett-Cotta. Stuttgart 2004.
- Sir Gawain and the Green Knight. An Authorative Translation, Contexts, Criticism. Herausgegeben von Marie Borroff und Laura L. Howes. New York 2010. 2. Auflage 2022.

## Sekundärliteratur (chronologisch)

### Allgemein
- George Lyman Kittredge: A Study of Gawain and the Green Knight. Harvard/London 1916.
- John Speirs: Sir Gawain and the Green Knight. In: Scrutiny 16 (1949), S. 274–300.
  - In: Medieval English Poetry. The Non-Chaucerian Tradition. Faber and Faber. London 1957
- Charles Moorman: Myth and Medieval Literature. Sir Gawain and the Green Knight. In: Medieval Studies 18 (1956), S. 158–172.
- Alain Renoir: Descriptive Technique in Sir Gawain and the Green Knight. In: Orbis Litterarum 13. 2 (1958), S. 126–132, onlinelibrary.wiley.com.
- Morton W. Bloomfield: Sir Gawain and the Green Knight: An Appraisal. In: Modern Language Assn. of America (1961). 
  - In: Donald R. Howard, Christian Zacher (Hrsg.): Critical Studies of Sir Gawain and the Green Knight. University of Notre Dame Press. Notre Dame 1968, S. 24–55.
- Hans Schnyder: Sir Gawain and the Green Knight. An Essay in Interpretation (= Cooper Monographs on English and American Language and Literature, Bd. 6). Francke. Bern 1961.
- Gerhard Nickel: Die Begleitepisode in Sir Gawain and the Green Knight. In: Germanische-Romanische Monatsschrift N. F. 15.4 (1965), S. 355–365.
- Larry Dean Benson: Art and Tradition in Sir Gawain and the Green Knight. Rutgers University Press. New Brunswick 1965.
- Thomas McAlindon: Magic, Fate, and Providence in Medieval Narrative and ‚Sir Gawain and the Green Knight‘. In: The Review of English Studies 16 (1965), S. 121–139.
- John Anthony Burrow: A Reading of Sir Gawain and the Green Knight. Barnes and Noble. New York 1966.
- Donald R. Howard, Christian Zacher (Hrsg.): Critical Studies of Sir Gawain and the Green Knight. University of Notre Dame Press. Notre Dame 1968, archive.org. Mit Beiträgen von:

Laura Hibbard Loomis • S. 3–23
Morton Wilfred Bloomfield • S. 24–55
Clive Staples Lewis • S. 59–71
Richard H. Bowers • S. 72–84
Maldwyn Mills • S. 85–105
Larry Dean Benson • S. 109–124
Marie Borroff • S. 125–143
Alain Renoir • S. 144–158
Donald Roy Howard • S. 159–173
Anthony Colin Spearing • S. 174–181
Theodore Silverstein • S. 182–212
John F. Kiteley • S. 215–222
Robert R. White • S. 223–226
Paul Delany • S. 227–235
Stoddard Malarkey, J. Barre Toelken • S. 236–244
Angela Carson • S. 245–254
Sacvan Bercovitch • S. 257–266
Jan Solomon • S. 267–278
Stephen Manning • S. 279–294
Larry Dean Benson • S. 295–306
David Farley Hills • S. 311–324
John Anthony Burrow • S. 325–326.
- Denton Fox (Hrsg.): Twentieth Century Interpretations of Sir Gawain and the Green Knight. A Collection of Critical Essays. Prentice-Hall. Englewood Cliffs 1968, archive.org. Mit folgenden Beiträgen:

Dorothy Everett: The Alliterative Revival
Larry D. Benson: Art and Tradition in Sir Gawain and the Green Knight
J. A. Burrow: The Third Fitt
Donald R. Howard: Structure and Symmetry in Sir Gawain
Marie Borroff: The Criticism of Style
Gervase Mathew: Ideals of Knighthood in Late-Fourteenth-Century England
B. J. Whiting: Gawain. His Reputation, his Courtesy, and his Appearance in Chaucer's Squire's Tale
John Speirs: Sir Gawain and the Green Knight

und Standpunkten von Heinrich Zimmer, E. Talbot Donaldson, C. S. Lewis, A. C. Sparing, Cecily Clark, Ralph W. V. Elliott.
- Edward Trostle Jones: The Sound of Laughter in Sir Gawain and the Green Knight. In: Medieval Studies 31 (1969), S. 343–345.
- Victor Yelverton Haines: Morgan and the Missing Day in Sir Gawain and the Green Knight. In: Medieval Studies 33 (1971), S. 354–359.
- William Forrester Woods: The Hero in Search of Himself. The Ethical Development of the Hero in Yvain, Parzival and Sir Gawain and the Green Knight. Bloomington 1975.
- Kristina Anne Valaitis: The Narrator of "Sir Gawain and the Green Knight". Ann Arbor 1975.
- William R. J. Barron: Trawthe and Treason. The Sins of Gawain Reconsidered. Manchester University Press. Manchester 1980.
- Victor Yelverton Haines: The Fortunate Fall of Sir Gawain. The Typology of Sir Gawain and the Green Knight. Washington 1982.
- R. Allen Shoaf: The Poem as Green Girdle. Commercium in Sir Gawain and the Green Knight (= University of Florida Monographs. Humanities, Bd. 55). Gainesville 1984.
- Ross Gilbert Arthur: Medieval Sign Theory and „Sir Gawain and the Green Knight“. Toronto 1987.
- Wendy Anne Clein: „The Letture of Arms“. Chivalry in „Sir Gawain and the Green Knight“. Ann Arbor 1988 = Wendy Clein: Concepts of Chivalry in „Sir Gawain and the Green Knight“  Pilgrim Books, 1987 [sic! bei books google].
- Gerald Morgan: Sir Gawain and the Green Knight and the Idea of Righteousness. Blackrock 1991.
- Richard Newhauser: Court festivities in Sir Gawain and the Green Knight. Paradigm and Transformation. In: Jörg Jarnut, Detlef Altenburg (Hrsg.): Feste und Feiern im Mittelalter Paderborner Symposium des Mediävistenverbandes. Sigmaringen 1991, S. 461–468.
- Piotr Sadowski: The Knight on His Quest. Symbolic Patterns of Transition in Sir Gawain and the Green Knight. Newark 1996.
- Francis Ingledew: Sir Gawain and the Green Knight and the Order of Garter. Notre Dame 2006.
- Ordelle G. Hill: Looking Westward. Poetry, Landscape, and Politics in Sir Gawain and the Green Knight. Newark 2009.
- J. Stephen Russell: Sir Gawain and the White Monks. Cistercian Marian Spirituality and Sir Gawain and the Green Knight. In: Journal of Medieval Religious Cultures 39 (2013), S. 207–226.
- Angélica Verandas: The Subversion of „cortaysye“ in Sir Gawain and the Green Knight. In: Margarida Madureira u. a. (Hrsg.): Parodies Courtoises, Parodies de la Courtoisie. Paris 2016, S. 117–131.

### Sprache
- Friedrich Knigge: Die Sprache des Dichters von Sir Gawain and the Green Knight, der sogenannten Early English Alliterative Poems und De Erkenwalde. Elwert. Marburg 1985–1986.
- Bruno Kuhnke: Die alliterierende Langzeile in der mittelenglischen Romanze Sir Gawayn and the Green Knight. Felber. Berlin 1900.
- Marie Borroff: Sir Gawain and the Green Knight. A Stylistic and Metrical Study (= Yale Studies in English, Bd. 152). Yale University Press. New Haven 1962.
- Danko Kamčesvski: Orality and Humour in „Sir Gawain and the Green Knight“. In: Fabula 54 (2013), S. 263–274.

### Vorlagen, Traditionen und europäische Perspektive
- Martha Carey Thomas: Sir Gawayne and the Green Knight. A Comparison with the French Perceval. Preceded by an Investigation of the Author's Other Works and Followed by a Characterisation of Gawain in English Poems. Füssli. Zürich 1883.
- William R. J. Barron: French Romance and the Structure of Sir Gawain and the Green Knight. In: William Rothwell (Hrsg.): Studies in Medieval Literature and Languages. In Memory of Frederick Whitehead. Manchester 1973, S. 7–26.
- Elisabeth Brewer: From Cuchulainn to Gawain. Sources and Analogues of Sir Gawain and the Green Knight. Cambridge 1973. 2. Auflage. Woodbridge 1993.
- Elizabeth Anne Alewine: The Celtic Elements in „Sir Gawain and the Green Knight“. Ann Arbor 1980.
- Alfred Schopf: Die Gestalt Gawains bei Chrétien, Wolfram von Eschenbach und in „Sir Gawain and the Green Knight“. In: Karl Heinz Göller (Hrsg.): Spätmittelalterliche Artusliteratur (= Beiträge zur englischen und amerikanischen Literatur. Band 3). Paderborn 1984, S. 85–104.
- Jörg O. Fichte: Historia and Fabula. Arthurian Traditions and Audience Expectations in ‚Sir Gawain and the Green Knight‘. In: Johannes Janota (Hrsg.): Festschrift Walter Haug und Burghart Wachinger, Bd. 2. Tübingen 1992, S. 589–602.
- Ad Putter: Sir Gawain and the Green Knight and French Arthurian Romance. Oxford 1995.
- Edward L. Risden (Hrsg.): Sir Gawain and the Classical Tradition. Essays on the Ancients Antecendents. Jefferson 2006.
- Magnús Fjalldal: A Scandinavian Link to Sir Gawain and the Green Knight? In: Arv 69 (2013), S. 47–59.
- Richard Dance: „To for to Telle“. Worlds Derived from Old Norse in Sir Gawain and the Green Knight. In: Judith Anne Jefferson (Hrsg.): Multilingualism in Medieval Britain (c. 1066–1520). Sources and Analysis. Brepols. Turnhout 2013, S. 41–58.

### Autor („Gawain-Poet“)
- Henry Lyttleton Savage: The Gawain-Poet. Studies in Personality and Background. Chapel Hill 1956.
- Anthony Colin Spearing: The Gawain-Poet. A Critical Study. Cambridge 1970.
- William Anthony Davenport: The Art of the Gawain-Poet. London 1978.
- Malcolm Andrew: The Gawain-Poet. An Annotated Bibliography 1839–1977. New York 1979.
- Lynn Staley Johnson: The Voice of the Gawain-Poet. Madison 1984.
- Sarah Stanbury: Seeing the Gawain-Poet. Description and the Act of Perception. Philadelphia 1991.
- Derek Brewer (Hrsg.): A Companion to the Gawain-Poet. Cambridge 1997.
- John Julian Anderson: Language and Imagination in the Gawain-Poems. Manchester 2005.
- Cecilia A. Hatt: God and the Gawain-Poet. Theology and Genre in Pearl, Cleanness, Patience and Sir Gawain and the Green Knight. Cambridge 2015.